# Шуров, Пётр Евдокимович
Пётр Евдоки́мович Шу́ров (5 января 1897, деревня Дубки, Тульская губерния — 2 июля 1942, Москва) — советский военный деятель, генерал-майор танковых войск (июнь 1940 года).

## Начальная биография
Пётр Евдокимович Шуров родился 5 января 1897 года в деревне Дубки (ныне — Нижние Дубки в Одоевском районе Тульской области) в крестьянской семье.
В 1910 году окончил школу и с 1912 года работал на электромеханическом заводе в Москве.

## Военная служба

### Первая мировая и гражданская войны
В мае 1916 года был призван в ряды Русской императорской армии и направлен рядовым в 4-й запасной сапёрный батальон. В июне того же года был направлен в учебную сапёрно-подрывную школу 21-й инженерной роты, по окончании которой в декабре ему было присвоено воинское звание «ефрейтор», после чего в чине младшего унтер-офицера принимал участие в боевых действиях на Юго-Западный фронт, находясь на должности командира отделения 41-й инженерной роты. В декабре 1917 года Шуров был демобилизован из рядов армии, после чего вернулся в родную деревню.
В августе 1918 года вступил в ряды РККА, после чего был направлен красноармейцем особого отряда 15-й Инзенской дивизии и принимал участие в боевых действиях под Сызранью.
В декабре был направлен на Саратовские пехотные курсы, по окончании которых в марте 1919 года был назначен на должность командира взвода 194-го Малоузенского стрелкового полка, после чего принимал участие в боевых действиях на Уральском фронте против войск под командованием адмирала А. В. Колчака.
В сентябре 1919 года Шуров был назначен на должность командира взвода 6-го Тульского полка, а затем был переведён в 91-й стрелковый полк (11-я стрелковая дивизия), после чего принимал участие в боевых действиях в ходе советско-польской войны, находясь на должностях командира роты, батальона и помощника командира полка. В 1920 году за боевые отличия был награждён двумя орденами Красного Знамени.
В марте 1921 года был назначен на должность начальника гарнизона города Сестрорецк, после чего принимал участие в ходе подавления Кронштадтского восстания.

### Межвоенное время
После окончания войны Шуров служил на должностях командира батальона и помощника командира полка в 51-м и 33-м стрелковых полках (11-я стрелковая дивизия), а с октября 1924 года — на должностях командира батальона и начальника штаба 29-го стрелкового полка (10-я стрелковая дивизия, Ленинградский военный округ).
В октябре 1927 года был направлен на учёбу на Стрелково-тактические курсы «Выстрел», по окончании которых в августе 1928 года был назначен на должность командира 29-го стрелкового полка.
В 1928 году вступил в ВКП(б).
В ноябре 1929 года был назначен на должность помощника командира 10-го стрелкового полка (4-я Туркестанская стрелковая дивизия), а в марте 1930 года — на должность командира 31-го стрелкового полка (11-я стрелковая дивизия).
В июне 1932 года был направлен на Ленинградские бронетанковые курсы усовершенствования командного состава, по окончании которых в августе 1932 года был назначен на должность начальника корпусной школы 11-го механизированного корпуса. В 1934 году Пётр Евдокимович Шуров за хорошую подготовку личного состава был награждён орденом Красной Звезды.
В августе 1934 года был назначен на должность командира 19-й механизированной бригады. В августе 1936 года был направлен на академические курсы технического усовершенствования комсостава при Военной академии механизации и моторизации РККА, после окончания которых в октябре 1936 года был назначен на должность начальника Ульяновского танкового училища, а 8 августа 1940 года — на должность заместителя генерал-инспектора автобронетанковых войск РККА.

### Великая Отечественная война
С началом войны Шуров был назначен на должность помощника командующего группы армий Резервного фронта по механизированным войскам, а в ноябре 1941 года — на должность помощника командующего по автобронетанковым войскам Западного фронта. Принимал участие в обороне Белоруссии, Смоленском сражении, битве за Москву, Клинско-Солнечногорской и Тульской наступательных операциях.
В январе 1942 года был назначен на должность начальника Сталинградского автобронетанкового учебного центра, а 23 мая того же года — на должность командира 13-го танкового корпуса, который принимал участие в ходе контрудара войск Юго-Западного фронта для прекращения наступление волчанской группировки противника. Вскоре корпус участвовал в Воронежско-Ворошиловградской оборонительной операции, в ходе которой в районе Воронежа прибыл на передовую, где попал под артиллерийский обстрел. В результате обстрела генерал-майор танковых войск Пётр Евдокимович Шуров был тяжело ранен и отправлен в московский госпиталь, где 2 июля 1942 года умер от осколочного ранения. Согласно завещанию, Шуров с воинскими почестями был похоронен в Ульяновске, на городском кладбище по улице Карла Маркса.
В 1965 году Шуров за отличное обеспечение выполнения поставленных танковому корпусу задач и проявленные при этом высокие командирские качества посмертно был награждён орденом Отечественной войны 1 степени.
В 1985 году на могиле Петра Евдокимовича Шурова на средства Министерства обороны СССР был установлен памятник с бюстом.

## Награды
- Два ордена Красного Знамени (20.02.1921, 31.12.1921)[4];
- Орден Отечественной войны 1-й степени (6.05.1965, посмертно);
- Орден Красной Звезды (1934);
- Юбилейная медаль «XX лет Рабоче-Крестьянской Красной Армии» (22.02.1938).

## Память
3 июня 2013 года в честь П. Е. Шурова названа улица в Заволжский район Ульяновска.